# Braulio Polo y la Borda
Braulio Polo y la borda fue un hacendado y político peruano. 
Fue propietario de la hacienda de Echarate (que luego daría lugar al actual distrito de Echarate). Fue elegido diputado por la provincia de La Convención en 1901 durante los gobiernos de Eduardo López de Romaña, Manuel Candamo, Serapio Calderón y José Pardo y Barreda. Fue reelecto en 1907 hasta 1912 durante los gobiernos de José Pardo y Barreda y el primero de Augusto B. Leguía y en 1913 hasta 1918 durante los gobiernos de Guillermo Billinghurst, Oscar R. Benavides y José Pardo y Barreda.